# Mappe

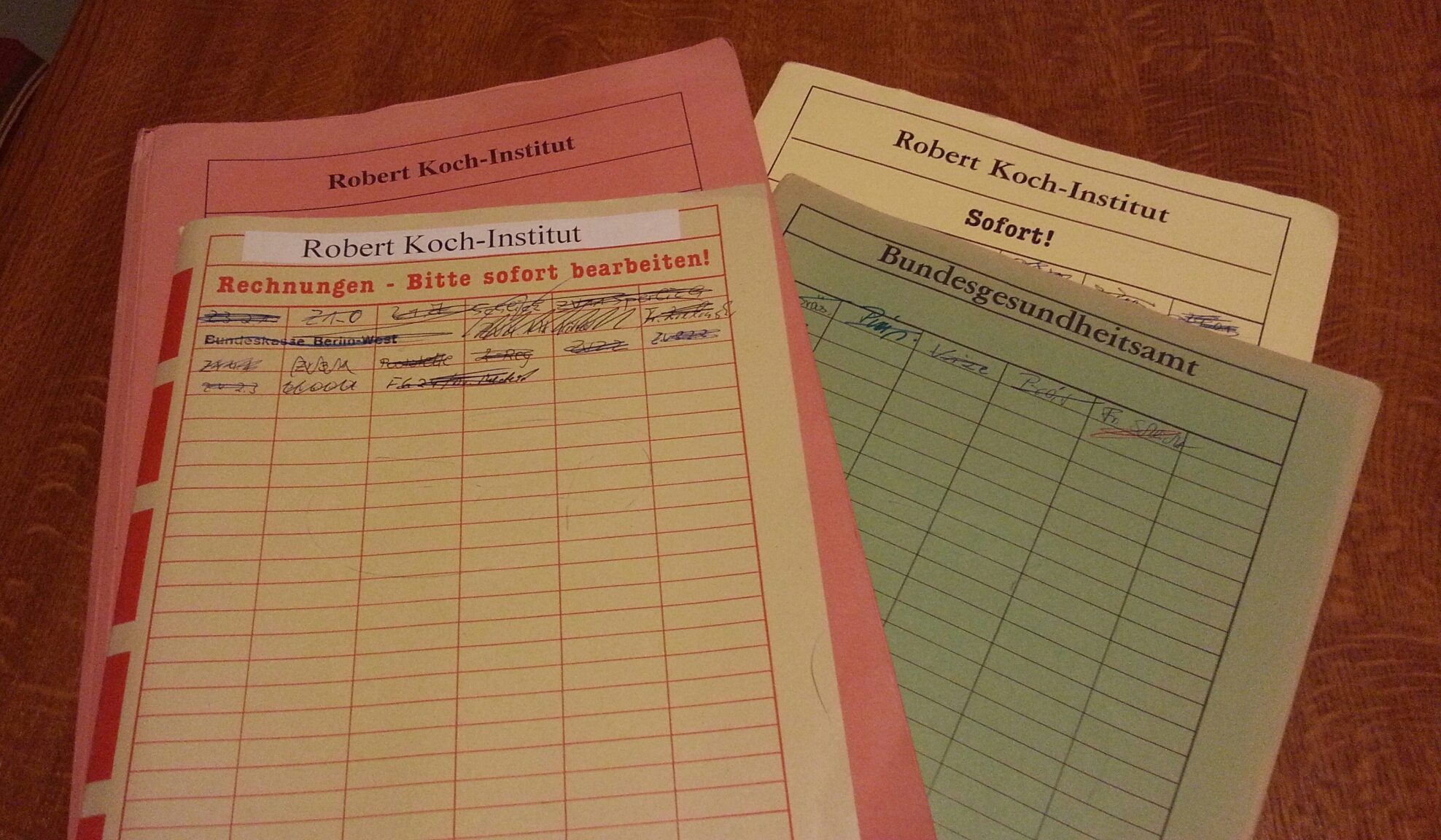
Umlaufmappen

## Mappen als Büromaterial
Eine Mappe ist ein Büroartikel, der aus einem Bogen Papier, Kunststoff oder ähnlichem Material besteht und meistens in der Mitte so gefaltet ist, dass sich jeweils zwei Ecken berühren. Zwischen diesen zwei Flügeln des Bogens können Dokumente oder ähnliche dünne Gegenstände aufbewahrt werden.
Die einfachste Art von Mappe ist der Aktendeckel. Er besteht aus einem ca. 46 × 31 cm großen Kartonblatt, das mittig im Querformat gefalzt ist und damit auf ca. 23 × 31 cm zusammengelegt wird. So entsteht eine Mappe für lose und ungefaltete Blätter bis zu einer Größe von DIN-A4. Der überstehende Rand des Aktendeckels schützt die darin befindlichen Blätter vor Beschädigung. Aktendeckel sind eine eher vorübergehende Aufbewahrungsart und werden meist in 250 g/m²-Qualität angeboten. Die angebotenen farbigen Ausführungen sind vorteilhaft für eine Schriftgutorganisation, beispielsweise nach Abteilungen oder Themengebieten.
In der internen Post von Behörden und Unternehmen werden Schriftstücke oder Akten oft mit einem Hauspostumschlag oder einer Stellmappe (auch: Stelldeckel) bzw. Umlaufmappe transportiert. Auf diese werden zumeist interne Adressierungen aufgebracht. Auf der Vorderseite sind etwa Kästchen aufgedruckt, in welche jeder Empfänger eingetragen wird. So entsteht mit der Zeit eine chronologische Liste der ehemaligen Empfänger. An letzter Stelle steht immer der letzte Empfänger. Die Mappen sind in der Regel auch nach zeitlicher Priorität ihrer Bearbeitung wie Sofort, Eilt oder Rechnungen–Eilt gekennzeichnet.
Einstellmappen dienen zur Aufbewahrung von Blättern in einer Hängeregistratur.
Es gibt mehrere weitere Arten von Mappen, etwa Flügelmappen. Diese Art von Mappen haben zusätzlich an einer Seite mehrere Flügel (meist drei), die den Inhalt der Mappe vor dem unabsichtlichen Herausfallen schützen.

## Weitere Arten von „Mappen“
In Österreich ist Mappe auch ein Ausdruck für Ordner.
„Mappe“ ist darüber hinaus die Bezeichnung für eine Zusammenstellung von Werken, die bei der Bewerbung zu Studiengängen wie Kunst, Design oder Architektur vorgelegt werden muss.